# Девід Стедмен
Девід Вільям Стедмен (англ. David William Steadman) — американський палеонтолог і орнітолог, почесний куратор орнітології Флоридського музею природної історії.
У 1973 році Стедман отримав ступінь бакалавра біологічних наук у коледжі Единборо. Він отримав ступінь магістра зоології в Університеті Флориди в 1975 році. У 1982 році отримав ступінь доктора філософії наук про Землю в Університеті Аризони. Починаючи з 1985 року, він десять років працював куратором хребетних у Музеї штату Нью-Йорк. Між 1995 і 2001 роками він був помічником куратора, а потім запрошеним куратором орнітології в Музеї природної історії Флориди. З травня 2001 року по серпень 2021 року був куратором орнітології цього ж музею. З 2000 по 2003 рік він був професором Дослідницького фонду Університету Флориди.
Його дослідження зосереджені на еволюції, біогеографії, збереженні та вимиранні тропічних птахів, зокрема на островах Тихого океану. Він є автором понад 180 наукових публікацій. Він провів ряд розкопок на доісторичних місцях і виявив широкомасштабні вимирання, спричинені людьми на ранніх етапах колонізації тихоокеанських островів. Він провів кілька експедицій на Галапагоські острови та описав низку вимерлих видів птахів, брав участь у відкритті того, що корнудо соломонський є видом (а не підвидом білоніга новогвінейського, як вважалося раніше). Він багато працював на острові Пасхи, провівши перші систематичні розкопки острова з метою виявлення рослин і тварин, які колись там жили.
Він описав численні вимерлі види птахів, рептилій і молюсків, у тому числі ніуеського пастушка Gallirallus huiatuia, полінезійського папуги Eclectus infectus, хуахінського шпака Aplonis diluvialis, мангайського пастушка Gallirallus ripleyi, пастушків Gallirallus gracilitibia, Gallirallus roletti і Gallirallus epulare, мангайської салангани Collocalia manuoi, крокодила Mekosuchus kalpokasi з острів Вануату та субкопалин наземного равлика Hotumatua anakenana з острова Пасхи.